# 登龍亭福三
登龍亭 福三（とうりゅうてい ふくぞう、1963年6月29日 - ）は、愛知県名古屋市周辺で活躍する俳優、落語家である。本名は小川英信。神奈川大学工学部応用科学学科卒。血液型はB型。

## 人物
名古屋市緑区生まれ春日井市育ち。
元々は名古屋市にある老舗の劇団「少年ボーイズ」（主宰多田木亮佑）の俳優であり、1986年からチャーリーの芸名で20年以上活躍している。舞台以外に名古屋を中心にラジオ、テレビ出演や、『中学生日記』、映画『サトラレ』にも出演している。また、名古屋市大須の駄菓子屋バー「チャーリーズ」のマスターでもある。
2006年1月16日、名古屋で活躍する落語家雷門小福に入門。雷門福三と命名される。同年1月28日初高座、以降閉館まで毎月大須演芸場で定席に出演。
落語家になった以降も、少年ボーイズの俳優兼駄菓子屋バー「チャーリーズ」（名古屋市中区大須）のマスターとして活躍。
2008年1月16日二つ目に昇進。同年5月24日大須演芸場にて「雷門福三二つ目昇進披露会」を行い、大須演芸場を満員札止めにした。
2014年以降、ニノキノコスター（オレンヂスタ）・加藤智宏（office perky pat)と、名古屋の小劇場の俳優が自由に落語を演じる場として「小（こ）名古屋落語会」を立ち上げ、年数回「ナゴヤはいゆう寄席」を開催、総合監修を務める。
2015年9月以降の新生大須演芸場の定席には出演していなかったが、2019年1月2日、久しぶりに定席へ出演。それまでも単発の会やイベントなどでの新生大須演芸場への出演はあったが、以降不定期ではあるが定席に出演するようになる。
2018年6月2日、6月末で閉店する百貨店丸栄で、名古屋の百貨店を擬人化した自作の落語「髙島屋夜明け前」を披露した。
2020年4月1日  この日から一門の登龍亭獅篭・登龍亭幸福・登龍亭獅鉄と共に亭号を変更、芸名を「登龍亭福三」に改名。当初は、3月に披露パーティーを行った後、4月1日と2日に「登龍亭御披露目公演」を大須演芸場で行う予定であったが、新型コロナウイルス感染症の拡大防止のための方針に伴い、いったん中止となった。
2020年10月1日～4日、大須演芸場で登龍亭襲名披露興行に出演した。

## 出演作
- 東海テレビ「UGATTA」
- NHK「君の名は」「天使みたい」（2003年）
- メ〜テレ「加藤家へいらっしゃい! 〜名古屋嬢っ〜」
- TBSテレビ「ケイゾク」
- 東邦ガス「ガス乾燥機」CM（2002年）
- NTT西日本「Bフレッツ」CM〈2003年〉
- 三洋電機「炊飯ジャー」〈2003年〉
- 崔学東二胡コンサート　司会：宗次ホール〈2009年〉
- 法然上人800年大遠忌　記念映画「そして これから」主演〈2009年〉
- 東海ラジオ　サタデーショコラ「福三といっしょ」
- 映画「かぞくわり」（かぞくわりLLP、2019年）[4]
- テレビ愛知「佐藤二朗と斎藤工が名古屋にハマっちゃったSP!」（2020年）
- CBCラジオ「深夜です 松坂屋です 大人のカトレヤミュージックです」（2021年11月7日・13日）

## 落語
新作落語
- 堀川ケッタマシーン
- 髙島屋夜明け前
- 東山線の憂い
- 落馬一座

オリジナル台本朗読
- 中部独立戦争
- 名古屋松竹梅
- 名古屋築城物語

古典落語（改作含）
- 鷺鳥　名古屋弁バージョン
- 時きしめん Ver,福三
- お菊の皿 in 名古屋
- 千早ふる in 名古屋